# William Castro
William Adrián Castro Rosso (* 22. Mai 1962 in Mercedes, Uruguay) ist ein ehemaliger uruguayischer Fußballspieler.

## Spielerkarriere

### Verein
Castro gehörte von 1982 bis 1985 dem Kader Bella Vistas in der Primera División an. Anschließend wechselte er zum argentinischen Verein Gimnasia y Esgrima de La Plata und absolvierte dort zwischen dem 6. Juli 1985 und dem 22. September 1985 zehn Spiele für die Argentinier (kein Tor). Er kehrte bereits 1987 für eine weitere Station zu den Montevideanern zurück. In den Jahren 1988 bis 1990 stand er dann bei Nacional Montevideo unter Vertrag. Mit den Bolsos gewann er die Copa Libertadores 1988, wobei er in beiden Finalpartien gegen die Newell’s Old Boys in der Startaufstellung stand. Beim anschließenden Weltpokal-Finalsieg am 11. Dezember 1988 in Tokio gegen die PSV Eindhoven wirkte er ebenfalls von Beginn an mit. Nachdem Castro Ende Januar bzw. Anfang Februar 1989 bereits in den Finalspielen um die Recopa Sudamericana 1989 beim Anpfiff auf dem Platz stand und somit aktiv zum letztlich erfolgten Titelgewinn im Duell mit dem argentinischen Vertreter Racing Club beitrug, wurde er ebenfalls in den Finals um die Copa Interamericana 1989 von Beginn an eingesetzt. Nacional setzte sich im März 1989 auch dort gegen CD Olimpia durch. 1990 wechselte er dann zum mexikanischen Club CD Cruz Azul. Dort bestritt er 32 Partien und erzielte fünf Tore. 1992 kehrte er nach Uruguay zurück und stand von 1992 bis 1993 bei Peñarol unter Vertrag. Im zweiten Jahr wurde er mit seiner Mannschaft Uruguayischer Meister. Progreso, Liverpool Montevideo, Deportivo Maldonado oder Punta del Este und Miramar Misiones waren seine weiteren Stationen im Vereinsfußball.

### Nationalmannschaft
Der Stürmer war Mitglied der uruguayischen Fußballnationalmannschaft. Insgesamt absolvierte er von seinem Debüt am 3. Mai 1989 bis zu seinem letzten Einsatz am 4. September 1991 neun Länderspiele, bei denen er zweimal ins gegnerische Tor traf. Castro nahm auch an der Weltmeisterschaft 1990 teil, bei der er aber weder in den Gruppenspielen noch bei der Achtelfinalniederlage gegen Italien zum Einsatz kam.

### Erfolge
- Torneo Competencia (Uruguay): 1985
- Weltpokal: 1988
- Copa Libertadores: 1988
- Uruguayischer Meister: 1992

## Trainerlaufbahn
Nach seiner aktiven Karriere war er auch als Trainer beim Club Atlético Basáñez tätig.